# Стівен Беклі
Стів Беклі  (англ. Stephen Backley, 12 лютого 1969) — британський легкоатлет — метальник списа, олімпійський медаліст, рекордсмен світу.

## Виступи на Олімпіадах
| Олімпіада      | Дисципліна    | Місце |
| -------------- | ------------- | ----- |
| Барселона 1992 | метання списа | 3     |
| Атланта 1996   | метання списа | 2     |
| Сідней 2000    | метання списа | 2     |
| Афіни 2004     | метання списа | 4     |